# Lensman
Lensman: Secret of The Lens (яп. SF 新世紀 レンズマン СФ Синсэйки Лэнсман) — японский полнометражный фильм, основанный на произведениях Эдварда Элмера «Дока» Смита (англ. Edward Elmer "Doc" Smith) — американского писателя-фантаста, одного из пионеров начального периода развития журнальной научной фантастики; — «Сага о линзменах» («Союз трёх планет», «Первый линзмен», «Галактический патруль», «Серый линзмен», «Линзмены второго уровня», «Дети линзы»), выпущенный студиями Madhouse и MK Productions 7 июля 1984 года, а также аниме-сериал Galactic Patrol Lensman (яп. GALACTIC PATROL レンズマン), также выпущенный студией Madhouse. Сериал транслировался по телеканалу TV Asahi с 6 октября 1984 года по 30 марта 1985 года. Всего выпущено 25 серий аниме. Сериал был также дублирован на английском языке под названием Lensman: Power of the Lens и транслировался на территории Испании по телеканалу TV3 в 1994 году.

## Сюжет (фильм)
Умирающий Линзмен передаёт свою Линзу молодому человеку по имени Кимболл Киннисон или Ким, который поначалу не имел понятия, насколько велика ответственность держать при себе эту Линзу, ведь она содержит информацию о том, как обезвредить смертельное ДНК-оружие, созданное империей Боскон. Линзу когда-то создала цивилизация эрейзиан, чтобы противостоять эддорианцам, которые представляли реальную угрозу для их цивилизации. Кимболлу будет противостоять злой правитель Боскона, Лорд Хельмут. Ещё в начале истории Ким спасается от босконского линкора вместе с Ван Баскирком, после чего Босконы уничтожают его родную планету Миквей. Его отец Кен был одним из основателей Галактического Патруля и всегда мечтал стать Линзменом, но во время битвы он потерял руку. Однако Кен надеется, что его сын осуществит мечту отца и перед взрывом планеты, жертвуя собой, спасает Кима. Позже Ким встречает Клариссу МакДугал, медсестру, служащую в Галактическим Патруле. Ким, став новым Линзменом, должен отныне защищать целые галактические державы. Познав истинную силу Линзы, он передаёт формулу Галактическому Патрулю, и ему удаётся одержать победу над Босконом.

## Роли озвучивали
- Тосио Фурукава — Кимболл Киннисон
- Мами Кояма — Кларисса МакДугал
- Тикао Оцука — Петер ван Баскирк
- Нати Нодзава — Ворселл
- Тадаси Накамура — Гарри Киннисон
- Хидэкацу Сибата — Адмирал Хейнс
- Юко Сайто — Сол
- Такэси Аоно — Торндайк
- Сэйдзо Като — Лорд Хельмут
- Кодзи Яда — Гридл
- Кацуя Кобаяси — DJ Билл
- Тадаси Ёкоти — Светловолосый Человек-Линза
- Ясуо Танака — Блэксли
- Синго Канэмото — Звильк